# Titus Sextius Africanus (préteur désigné)
Pour les articles homonymes, voir Africanus, Sextius et Sextii.
Titus Sextius Africanus est un sénateur et homme politique de l'Empire romain. Il est préteur désigné à une date inconnue.

## Biographie
Il est le fils de Titus Sextius Lateranus, petit fils d'un Titus Sextius Africanus et arrière petit fils de Titus Sextius. Il a comme probable tante Sextia, femme de Mamercus Aemilius Scaurus puis de Lucius Cornelius Sulla Félix. Il a comme probable sœur Sextia, épouse de Quintus Plautius.
Sa carrière est connue par une inscription, il commence comme préteur désigné puis tribun de la plèbe puis questeur et enfin duumvir d'Ostie en 36.
Il a un fils, Titus Sextius Africanus, consul suffect en 59.